# 스콧 비치
스콧 비치(Scott Beach, 1931년 1월 13일 ~ 1996년 2월 13일)는 미국의 배우, 디스크 자키, 작가, 성우이다.
포틀랜드에서 태어났으며 샌프란시스코에서 사망하였다. 사인은 질병이다.

## 영화
- 미세스 다웃파이어 (1993년)
- 터커 (1988년)
- 스탠 바이 미 (1986년)
- 필사의 도전 (1983년)
- 사고뭉치 첩보원 (1981년)
- 스누피 - 신나는 여행 (1980년)
- 청춘 낙서 (1973년)
- 온 이즈 어 론리 넘버 (1972년)